# 佐々木悠斗
佐々木 悠斗（ささき ゆうと、1998年9月15日 - ）は、日本のプロバスケットボール選手。ポジションはSG。B3リーグ・豊田合成スコーピオンズ所属。北海道出身。

## 来歴

### 中学・高校時代
東海大学付属第四高等学校中等部では全国中学校バスケットボール大会に出場。東海大学付属札幌高等学校では全国高等学校総合体育大会・全国高等学校バスケットボール選手権大会・国民体育大会に出場。中学・高校ともに一級上に長澤亮太（品川）が、一級下に山本鳴海（東京U）と長尾光輝（鹿児島）がいる。

### 大学時代
東海大学では多くのBリーガーを輩出しており、同期に津屋一球（渋谷）・西田優大（三河）が、三級上に佐藤卓磨(千葉J)・白戸大聖(福岡)・卜部兼慎(豊田合成)・岩松永太郎(岡山)が、二級上に内田旦人（青森）・鶴田美勇士（A千葉）・秋山皓太（立川）が、一級上に平岩玄（A東京）・笹倉怜寿（A東京）・寺嶋良（A東京）・山内翼（福島）・山本浩太（金沢）が、一級下に大倉颯太（千葉J）・八村阿蓮（群馬）・坂本聖芽（名古屋DF）・佐土原遼（広島）・松本礼太（琉球）・伊藤領（湘南）が、二級下に松崎裕樹（横浜BC）・島谷怜（北海道）・元澤誠（立川）が、三級下に河村勇輝（横浜BC）と錚々たるメンバーがいる。

### トライフープ岡山時代
2020-21シーズンにトライフープ岡山（B3）で特別指定選手として契約。続く2021-22 トライフープ岡山（B3）でも契約。

### しながわシティ時代
2022-23シーズンにしながわシティ（B3）と契約。しながわシティでは、シーズン後半からスターティングファイブに定着するとチームの勝ち星も急増する。長い手足と高い身体能力を活かしたドライブなどを武器に二桁得点を量産し、リバウンドやスティールなどでもチームを引っ張る。

### 豊田合成スコーピオンズ時代
2023-24シーズンに豊田合成スコーピオンズと契約。Bリーグ「モテ男No.1決定戦2024」に豊田合成代表として選出。

## 個人成績
| シーズン   | チーム   | GP | GS | MPG | FG% | 3P% | FT% | RPG | APG | SPG | BPG | TO | PPG |
| ---------- | -------- | -- | -- | --- | --- | --- | --- | --- | --- | --- | --- | -- | --- |
| B3 2020-21 | 岡山     | -  | -  | -   | -   | -   | -   | -   | -   | -   | -   | -  | -   |
| B3 2021-22 | 岡山     | -  | -  | -   | -   | -   | -   | -   | -   | -   | -   | -  | -   |
| B3 2022-23 | 品川     | -  | -  | -   | -   | -   | -   | -   | -   | -   | -   | -  | -   |
| B3 2023-24 | 豊田合成 | -  | -  | -   | -   | -   | -   | -   | -   | -   | -   | -  | -   |